# Belavadi, Arkalgud
Belavadi là một làng thuộc tehsil Arkalgud, huyện Hassan, bang Karnataka, Ấn Độ.